# Julian Baumgartlinger
Julian Baumgartlinger, född 2 januari 1988 i Salzburg, är en österrikisk fotbollsspelare som spelar för Bayer Leverkusen och Österrikes landslag.